# Прадина
Прадина́ (фр. Pradinas, окс. Pradinàs) — коммуна во Франции, находится в регионе Окситания. Департамент — Аверон. Входит в состав кантона Бараквиль-Совтер. Округ коммуны — Родез.
Код INSEE коммуны — 12045.
Коммуна расположена приблизительно в 520 км к югу от Парижа, в 100 км северо-восточнее Тулузы, в 28 км к юго-западу от Родеза.

## Население
Население коммуны на 2008 год составляло 367 человек.
| 1962 | 1968 | 1975 | 1982 | 1990 | 1999 | 2008 |
| ---- | ---- | ---- | ---- | ---- | ---- | ---- |
| 568  | 622  | 583  | 508  | 420  | 389  | 367  |

## Администрация
| Период | Период | Фамилия          | Партия                    | Примечания |
| ------ | ------ | ---------------- | ------------------------- | ---------- |
| 2001   | 2008   | Жерар Рок-Рожери | Союз за народное движение |            |
| 2008   |        | Кристиан Шиншоль |                           |            |

## Экономика
В 2007 году среди 206 человек в трудоспособном возрасте (15—64 лет) 153 были экономически активными, 53 — неактивными (показатель активности — 74,3 %, в 1999 году было 67,0 %). Из 153 активных работали 145 человек (82 мужчины и 63 женщины), безработных было 8 (6 мужчин и 2 женщины). Среди 53 неактивных 12 человек были учениками или студентами, 24 — пенсионерами, 17 были неактивными по другим причинам.